# Greif (Schiff, 1927)
Die Greif war ein Torpedoboot der deutschen Reichs- und späteren Kriegsmarine. Es wurde 1927 als zweites Schiff der Raubvogel-Klasse in Dienst gestellt und kam im Zweiten Weltkrieg zum Einsatz. Die Greif wurde in der Nacht vom 22. auf den 23. Mai 1944 versenkt.

## Geschichte

### Bau und Indienststellung
Die Kiellegung erfolgte am 5. Oktober 1925 in der Reichsmarinewerft Wilhelmshaven gemeinsam mit den beiden Schwesterschiffen Seeadler und Albatros. Am 15. März 1927 wurde das Schiff in Dienst gestellt, erster Kommandant war Oberleutnant zur See Meendsen-Bohlken.
Im Gegensatz zum Typschiff Möwe wurde die in der Maschinenanlage verwendete Dampfturbine nicht von Blohm & Voss, sondern von der AG Vulcan Stettin hergestellt. Außerdem war das Schiff mit 88,5 m länger als das Typschiff und hatte entsprechend eine größere Verdrängung von 1290 t. In den übrigen technischen Details entsprach die Greif den übrigen Schiffen der Klasse.

### Zweiter Weltkrieg
Ab September 1938 gehörte die Greif zur 5. Torpedobootsflottille, als Bestandteil dieser Einheit erlebte sie auch den Beginn des Zweiten Weltkrieges. Als erste Operation führte die Flottille unter dem Befehl von Korvettenkapitän Heyke im September 1939 Operationen in der Nordsee durch, bei denen nahe der holländischen Küste die so genannte „Westwall“-Minensperre verlegt wurde. Nach Ende dieses Einsatzes wurde die Greif Ende September in die Ostsee verlegt, um gemeinsam mit den Zerstörern Z 7 Hermann Schoemann, Z 14 Friedrich Ihn und Z 15 Erich Steinbrinck, sowie den Torpedobooten Falke und Albatros, Schifffahrtskontrollen im Skagerrak und im Kattegat durchzuführen.
In Erscheinung trat das Schiff 1940 während der Invasion in Norwegen im April 1940. Die Greif war der Kriegsschiffsgruppe 4 zugeteilt, der neben dem Schwesterschiff Seeadler, der Luchs, sieben Schnellbooten und dem Begleitschiff Tsingtau noch der Leichte Kreuzer Karlsruhe angehörte. Ziel des Verbandes war die Besetzung der Häfen Kristiansand und Arendal. Auf dem Rückmarsch wurde am Abend des 9. April 1940 die Karlsruhe vom britischen U-Boot Truant torpediert und schwer beschädigt. Das Schiff wurde nach zwei Stunden mit starker Schlagseite aufgegeben und von der Greif mit zwei Torpedos versenkt. Am 14. April hatte das Schiff im Vorfeld der Minenoperation „Paternoster“ im Skagerrak Grundberührung und musste zurückgezogen werden.
Im Mai 1940 war die Greif zur Sicherung von Minenlegern aktiv, die eine zuvor gelegte „Westwall“-Sperre nach Norden verlängerten (Minensperre 16). Ende Juni gehörte die Greif zur Sicherungsgruppe des Schlachtschiffes Scharnhorst auf dessen Rückfahrt von Trondheim in der Folge des Unternehmens Juno. Im Juli sicherte das Torpedoboot abermals mit anderen Torpedobooten das Auslegen der Minensperren 18 und 19. Am 14. und 15. August 1940 erfolgte ein Vorstoß der Minenschiffe Tannenberg, Roland und Cobra zur Errichtung der Minensperre SW 2 westlich von Terschelling, auch hier eskortierten die Greif und fünf andere Schiffe der 5. Torpedobootflottille. Ähnliche Unternehmen fanden am 6./7. September (SW 0, nördlich von Texel) und am 30. September/1. Oktober statt. Im letzteren Fall, dem Unternehmen „Werner“, fuhren Greif, Falke, Kondor und Seeadler in den Ärmelkanal bis vor Dover, um dort Minen auszulegen, wobei der Verband erfolglos vom U-Boot Swordfish angegriffen wurde.
Am 11. und 12. Oktober fuhr derselbe Verband, erweitert um die Wolf, einen Unternehmen „Willi“ genannten Vorstoß vor die Isle of Wight, bei dem zwei britische Trawler und zwei freifranzösische U-Jäger versenkt wurden. Am 17. und 18. Oktober unterstützte der Verband einen Zerstörervorstoß auf den Bristolkanal. Im Dezember erfolgten noch weitere Einsätze bei Minenoperationen im Ärmelkanal („Marianne“, „SWa Wagner“), bevor die Torpedobootflottille Ende des Monats ins Nordmeer verlegt wurde, um dort Geleitschutz für die beiden Schlachtschiffe Scharnhorst und Gneisenau zu geben.
Ab 1941 wurde die Greif zu Sicherungsaufgaben an französischen Häfen zurückgezogen. In dieser Funktion übernahm sie unter anderem im Oktober 1942 die anfängliche Geleitsicherung für neun deutsche und italienische Blockadebrecher auf dem Weg von Bordeaux in den Fernen Osten. Im März 1943 wurde die Greif gemeinsam mit dem Schlachtschiff Tirpitz, der Scharnhorst, drei Zerstörern und vier weiteren Torpedobooten nach Narvik verlegt (Unternehmen „Paderborn“). Einen Monat später wurde das Schiff wieder zurückverlegt, um im Mai erneut Minenoperationen in der Nordsee zur Verstärkung der „Westwall“-Sperre zu sichern. Ab Juni 1943 sicherten die Torpedoboote und die Greif verstärkt auslaufende und heimkehrende U-Boote in der Biskaya zum Schutz vor Luftangriffen. Ab 1944 wurden im Vorfeld der Landung in der Normandie wieder verstärkt Minen im Ärmelkanal gelegt, wobei die Greif zeitweilig in Cherbourg stationiert war.
In der Nacht vom 22. auf den 23. Mai 1944 befanden sich die Torpedoboote auf dem Marsch zur Verlegung von Cherbourg nach Le Havre. Dabei geriet die aus Kondor, Greif, Falke und Möwe bestehende Flottille auf Höhe von Caen unter Feuer durch alliierte Jagdbomber. Die Greif wurde von einem Torpedo getroffen, der von einer Fairey Albacore der 415. Squadron der Royal Canadian Air Force abgeworfen wurde und kollidierte zudem mit der Kondor; beides führte zum Untergang der Greif in der Seinebucht, wobei zwei Mann der Besatzung ums Leben kamen.
Das Wrack befindet sich in ca. 21 m Tiefe bei 49° 26′ 5″ N, 0° 22′ 2″ W, wobei die Propeller aus Stahl bis heute gut erhalten sind.

## Technische Beschreibung
siehe Raubvogel-Klasse#Technische Beschreibung

## Kommandanten
| 15. März 1927 bis 1. Oktober 1928                                                 | OLzS/KL Wilhelm Meendsen-Bohlken      | 1894–1967   | zuletzt : Vizeadmiral |
| 16. Februar 1929 bis September 1930                                               | OLzS/KL Werner Ehrhardt               | 1898–1967   | Konteradmiral         |
| September 1930 bis 21. September 1931                                             | KL Winfried Hagen                     | 1898–       | KzS                   |
| 7. Dezember 1932 bis Februar 1934                                                 | OLzS/KL Alfred Schemmel               | 1900–1942 † | KzS                   |
| Februar bis September 1934                                                        | OLzS/KL Alwin Albrecht                | 1903–       | KK                    |
| September 1934 bis Oktober 1936                                                   | KL Fuhrke                             | 1902–       | KL                    |
| Oktober 1936 bis 29. März 1938                                                    | KL Wolf Henne                         | 1905–1942 † | KK                    |
| 1. November 1938 bis November 1939                                                | KL Wilhelm Verlohr                    | 1909–1989   | KzS                   |
| November 1939 bis Oktober 1940                                                    | KL Wilhelm-Nikolaus Frh. von Lyncker  | 1911–1979   | KK                    |
| Oktober 1940 bis Dezember 1941                                                    | KL Heinrich Hoffmann                  | 1910–1998   | KzS der Bundesmarine  |
| i. V. Januar bis August 1942                                                      | i.V. OLzS Ulrich Kolbe                | 1917-       | KL                    |
| i. V. August bis Oktober 1942 i. V. November/Dezember 1942 i. V. Juli/August 1943 | i.V. OLzS Werner Lange                | 1917-       | KL                    |
| Oktober 1942 bis März 1944                                                        | KL Rudolf Fuchs                       | 1912–1944   | KK                    |
| i. V. Dezember 1942                                                               | i.V. KL Hans Quaet-Faslem             | 1915–19??   | KK                    |
| i. V. Dezember 1941 / Januar 1942                                                 | i.V. OLzS Joachim Schramm             | 1916–1943   | OLzS                  |
| i. V. Juli 1943                                                                   | i.V. KL Werner Gotzmann               | 1910–1944   | KL                    |
| i. V.August/September 1943                                                        | i.V. KL Helmut Düvelius               | 1912–       | KL                    |
| i. V.September bis Oktober 1943                                                   | i.V. KL Walter Lüdde-Neurath          | 1914–1990   | KK                    |
| i. V. Oktober 1943                                                                | i.V. LzS Karl-Heinz Böhrnsen          |             | LzS                   |
| März 1944 bis Mai 1944                                                            | OLt.z.S. / KL Horst Frhr. von Luttitz | 1917–       | KL                    |